# Walter Kennedy
James Walter Kennedy (1912. június 8. – 1977. június 26.) amerikai üzletember és politikus, 1963 és 1975 között a National Basketball Association (NBA) biztosa volt.

## Élete

### Korai évek
James Walter Kennedy Stamfordban született Lottie és Michael Kennedy gyermekeként. Gyermekbénulás következtében fogyatékos lett és nem tudott sportolni. Ennek ellenére nagy rajongó volt és teljes karrierjét a sportoknak szentelte, 1963-ban kinevezték az NBA biztosának. Kennedy ezek mellett dolgozott középiskolai edzőként és politikusként is. Az 1930-as években sikeres csapatok edzője volt és sportigazgató a St. Basil Előkészítő Iskolában.
1940-ben házasodott össze Marion McRedmonddal, akivel három gyerekük született: David, Robert és Kathleen.
Az 1940-es években visszatért a Notre Dame Egyetemre, ahol tanulmányait végezte és Sportinformációs Igazgató lett. Ezt követően a Basketball Association of America PR-igazgatója lett, éppen mikor egyesítették a National Basketball League-gel, hogy megalapítsák a National Basketball Association-t.
Az 1950-es évek nagy részében Walter Kennedy a Harlem Globetrotters csapatával utazta a világot, a csapat PR-igazgatójaként. 1959-ben visszatért Stamfordba, ahol megválasztották polgármesternek, mielőtt az NBA kinevezte elnöknek 1963-ban. A Westhill Középiskola sportkomplexuma az ő nevét viseli (J. Walter Kennedy Sports Complex).

### Az NBA elnökeként és biztosaként
A kedvelt Maurice Podoloff utódjaként, Kennedy egy vaskezű elnökként lett ismert és mindig elmondta, milyen problémákról mit gondolt. Például megbüntette Red Auerbach-ot 500 dollárra, amiért nem megfelelően viselkedett egy 1963-ban játszott mérkőzésen. Ez akkoriban minden idők legnagyobb büntetése volt az NBA-ben játékosra vagy edzőre kiszabva. 1967-ben változtatták meg pozíciójának nevét biztosra.
Mikor Kennedy átvette a ligát, az NBA rossz állapotban volt, csak kilenc csapata volt, nem volt televíziós szerződése, visszaeső érdeklődés volt iránta és rivalizált az American Basketball League-gel (1961–1962). Mikor Kennedy visszalépett a pozíciótól 1975. május 31-én a ligának 18 csapata volt, megegyezett egy jövedelmező médiaszerződésben, 200 százalékos növekedés volt a bevételben és megháromszorozódott a mérkőzések látogatottsága. Az ABL visszaeső éveiben lett biztos és az American Basketball Association utolsó szezonja előtt vonult vissza.
Tizenhárom évet töltött a Naismith Memorial Basketball Hall of Fame bizottságában, amelyből két évet töltött elnökként. Halálát követően, 1981-ben iktatták be.
Elnevezték róla a J. Walter Kennedy Citizenship Award-ot, amelyet olyan játékosok vagy edzők kapnak, akik a legtöbbet adtak a közösségüknek. A díj győztesei közé tartozik Julius Erving, Magic Johnson, Bob Lanier, Reggie Miller és Doc Rivers.

### Halála
Kennedy nem sokkal 65. születésnapja után hunyt el májelégtelenségben, miután rákos megbetegedéssel is küzdött. Temetésén sok sportoló és politikus is megjelent, mint Connecticut kormányzója, Ella Grasso, Willis Reed, az NBA biztosa, Larry O’Brien és Eunice Kennedy Shriver. Elógiumát Howard Cosell mondta el. A St. John's Cemetery-ben van eltemetve Stamford, Springfield kerületében.